# Condado de Jackson (Dakota del Sur)
El condado de Jackson (en inglés: Jackson County, South Dakota), fundado en 1914, es uno de los 66 condados en el estado estadounidense de Dakota del Sur. En el 2000 el condado tenía una población de  2930 habitantes en una densidad poblacional de  personas por 0.6052 km². La sede del condado es Kadoka.

## Geografía
Según la Oficina del Censo, el condado tiene un área total de 4846 km² (1871,0 mi²), de la cual 4841 km² (1869,1 mi²) es tierra y 5 km² (1,9 mi²) es agua.

### Condados adyacentes
- Condado de Haakon - norte
- Condado de Jones - noreste
- Condado de Mellette - este
- Condado de Bennett - sur
- Condado de Shannon - suroeste
- Condado de Pennington - noroeste

### Áreas protegidas nacionales
- Badlands National Park (parte)
- Buffalo Gap National Grassland (parte)
- Minuteman Missile National Historic Site (parte)

## Demografía
En el 2000 la renta per cápita promedia del condado era de $23 945, y el ingreso promedio para una familia era de $25 161. El ingreso per cápita para el condado era de $9981. En 2000 los hombres tenían un ingreso per cápita de $22 460 versus $17 895 para las mujeres. Alrededor del 36.50% de la población estaba bajo el umbral de pobreza nacional.
| 1920 | 1930 | 1940 | 1950 | 1960 | 1970 | 1980 | 1990 | 2000 | Est. 2008 |
| ---- | ---- | ---- | ---- | ---- | ---- | ---- | ---- | ---- | --------- |
| 2472 | 2636 | 1955 | 1768 | 1985 | 1531 | 3437 | 2811 | 2930 | 2711      |

## Ciudades y pueblos
- Belvidere
- Cottonwood
- Interior
- Kadoka
- Long Valley
- Potato Creek
- Stamford
- Wanblee
- Northeast Jackson
- Northwest Jackson
- Southeast Jackson
- Southwest Jackson
- Municipio de Grandview II
- Municipio de Interior
- Municipio de Jewett
- Municipio de Wall
- Municipio de Weta

## Mayores autopistas
| - Interestatal 90 - Carretera de U.S. 14 - Carretera Dakota del Sur 44 - Carretera Dakota del Sur 63 | - Carretera Dakota del Sur 73 - Carretera Dakota del Sur 377 |